# جان شور، اولین بارون تیگنموث
جان شور، اولین بارون تیگنموث (به انگلیسی: John Shore, 1st Baron Teignmouth) (۵ اکتبر ۱۷۵۱ – ۱۴ فوریه ۱۸۳۴) از مقامات بریتانیایی کمپانی هند شرقی بریتانیا بود که از سال ۱۷۹۳ تا ۱۷۹۸ به عنوان فرمان‌دار کل بنگال خدمت کرد.
شور، نخستین رئیس خانه کتاب مقدس بریتانیایی و خارجی بود. او یکی از دوستان نزدیک خاورشناس «سرویلیام جونز» (۱۷۴۶–۱۷۹۴) بود، جان شور خاطراتی از زندگی جونز را در سال ۱۸۰۴ ویرایش کرد که حاوی بسیاری از نامه‌های او بود.